# 满愿塔
布达纳特，又译为满愿塔，位于尼泊尔加德满都，是一座佛教寺庙。1979年，布达纳特作为加德满都谷地的一部分被列入世界遗产。
布达纳特又称布达（Boudha）、布达纳特（Bouddhanath）、 博达纳特（Baudhanath）。在尼瓦尔语中称为Khāsti，在达芒语中称为Jyarung Khasyor，在尼泊尔语口语中称为Bauddha。其地址距离加德满都市区以东8公里。布达纳特的佛塔是尼泊尔最大的佛塔之一，也是亚洲乃至世界最大的覆钵式半圆形佛塔建筑，也是唯一绘有“慧眼”的“柴特亚”式佛塔。佛塔内安放迦葉佛的遗骨。

## 历史
这座佛塔通常被认为是由李查维王朝国王希瓦·德瓦（Śivadeva；c. 590–604 CE）所建，但也有一些尼泊尔资料显示其由国王Mānadeva（464–505 CE）所建。

### 地震

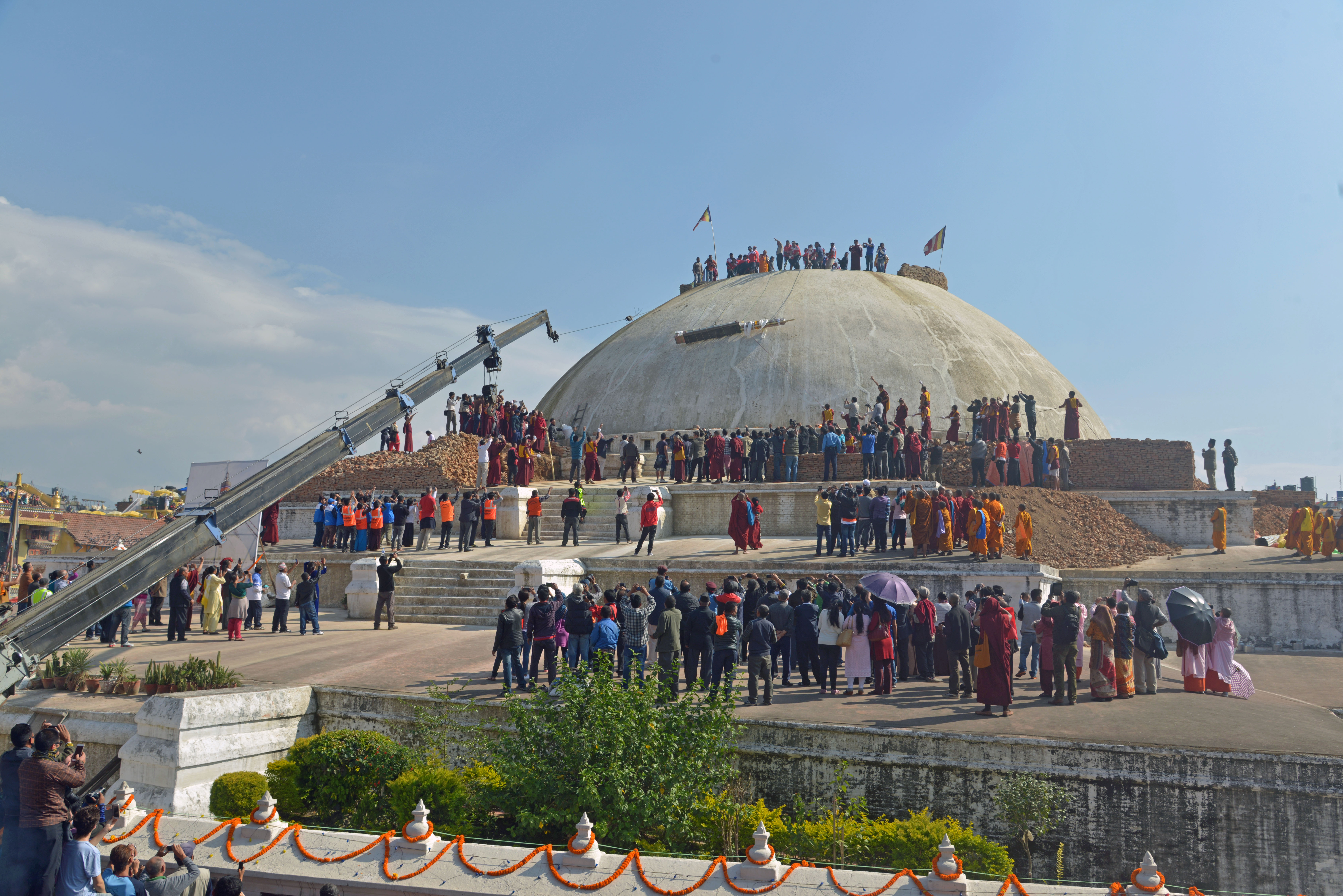
2015年地震后修复工作

2015年4月25日，尼泊尔发生强烈地震，佛塔顶部开裂，周围小佛塔部分坍塌。毁坏部分在2015年10月底之前陆续拆除，11月3日开始重建。
2016年11月22日，佛塔重新开放，修复资金完全来自民众捐赠。负责修复工作的满愿塔地区开发委（Boudhanath Area Development Committee；BADC）表示修复共花去210万美元和30公斤金子。普什帕·卡迈勒·达哈尔亲自举办开幕典礼，但实际上建筑还有许多未修复部分，因此遭到批评。